# Makanza
Makanza är ett territorium i Kongo-Kinshasa. Det ligger i provinsen Équateur, i den nordvästra delen av landet, 700 km nordost om huvudstaden Kinshasa.